# Geschützter Landschaftsbestandteil Quellgewässer Schälk

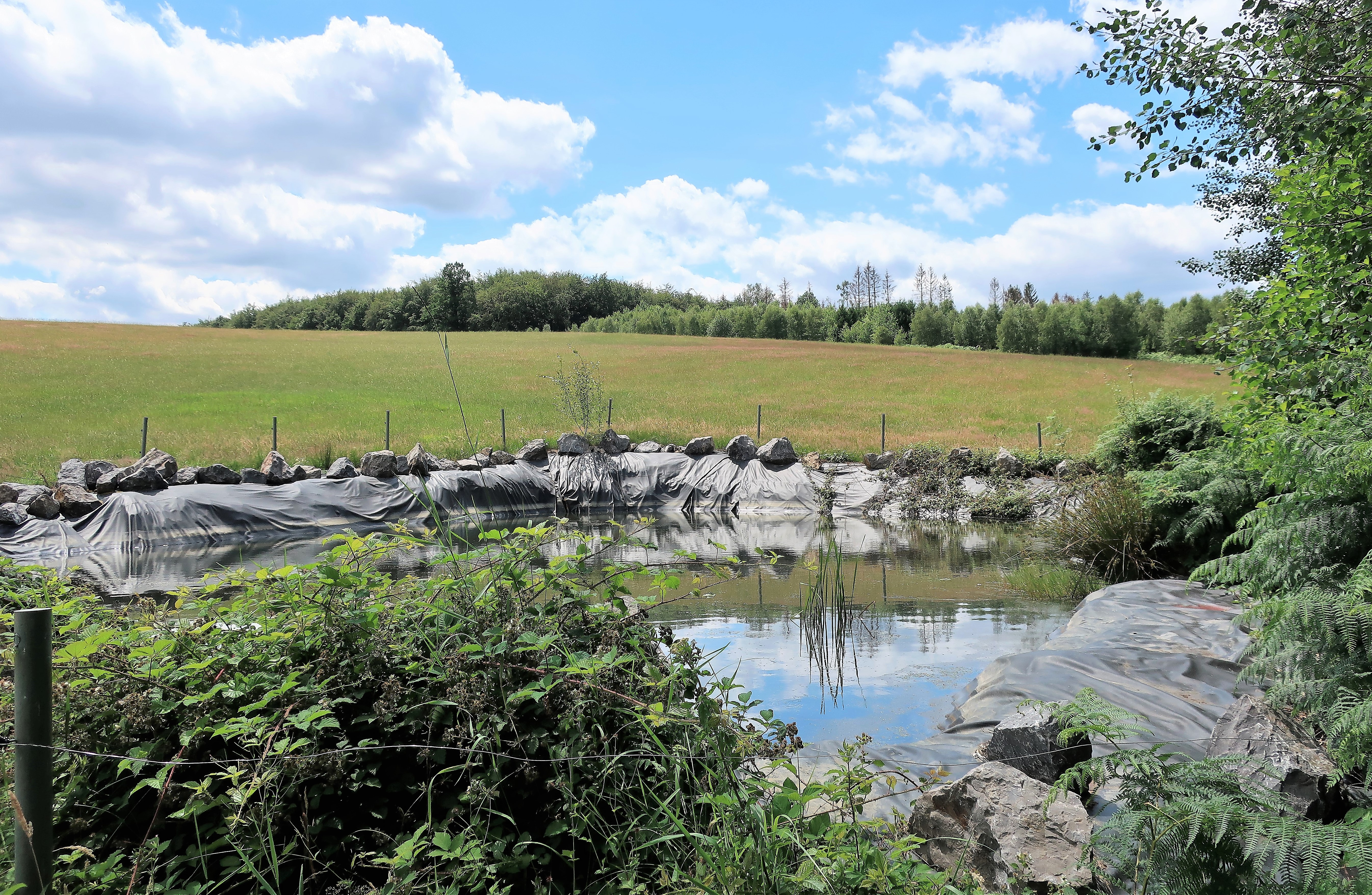
Geschützter Landschaftsbestandteil Quellgewässer Schälk

Der Geschützte Landschaftsbestandteil Quellgewässer Schälk mit einer Flächengröße von 0,4 ha liegt auf dem Gebiet der kreisfreien Stadt Hagen in Nordrhein-Westfalen. Der LB wurde 1994 mit dem Landschaftsplan der Stadt Hagen vom Stadtrat von Hagen ausgewiesen.

## Beschreibung
Beschreibung im Landschaftsplan: „Der Landschaftsbestandteil liegt am Waldrand westlich von Schälk. Es handelt sich um einen Quelltümpel mit Schwimmblatt-Pflanzengesellschaften und einer Röhrichtzone.“

## Schutzzweck
Laut Landschaftsplan erfolgte die Ausweisung „zur Sicherung der Leistungsfähigkeit des Naturhaushalts durch Erhalt eines Lebensraumes für die charakteristischen Tiergemeinschaften und Pflanzengesellschaften der Quellgewässer und Sumpfbereiche“.